# Ceriana meadei
Ceriana meadei är en tvåvingeart som först beskrevs av Samuel Wendell Williston 1892.  Ceriana meadei ingår i släktet griffelblomflugor, och familjen blomflugor. Inga underarter finns listade i Catalogue of Life.